# احسان مرادیان
احسان مرادیان (زادهٔ ۲۹ شهریو ۱۳۷۳ - نورآباد ممسنی) یک بازیکن فوتبال اهل ایران است که در پست دروازه‌بان  بازی می‌کند.